# Whitney Point
Whitney Point es una villa ubicada en el condado de Broome en el estado estadounidense de Nueva York. En el año 2000 tenía una población de 965 habitantes y una densidad poblacional de 373 personas por km².

## Geografía
Whitney Point se encuentra ubicada en las coordenadas 42°8′14″N 75°53′40″O / 42.13722, -75.89444.

## Demografía
Según la Oficina del Censo en 2000 los ingresos medios por hogar en la localidad eran de $38,393, y los ingresos medios por familia eran $44,779. Los hombres tenían unos ingresos medios de $35,870 frente a los $25,726 para las mujeres. La renta per cápita para la localidad era de $19,667. Alrededor del 5.7% de la población estaban por debajo del umbral de pobreza.